# Lycorina langei
Lycorina langei là một loài tò vò trong họ Ichneumonidae.